# Friedrich von Hotze

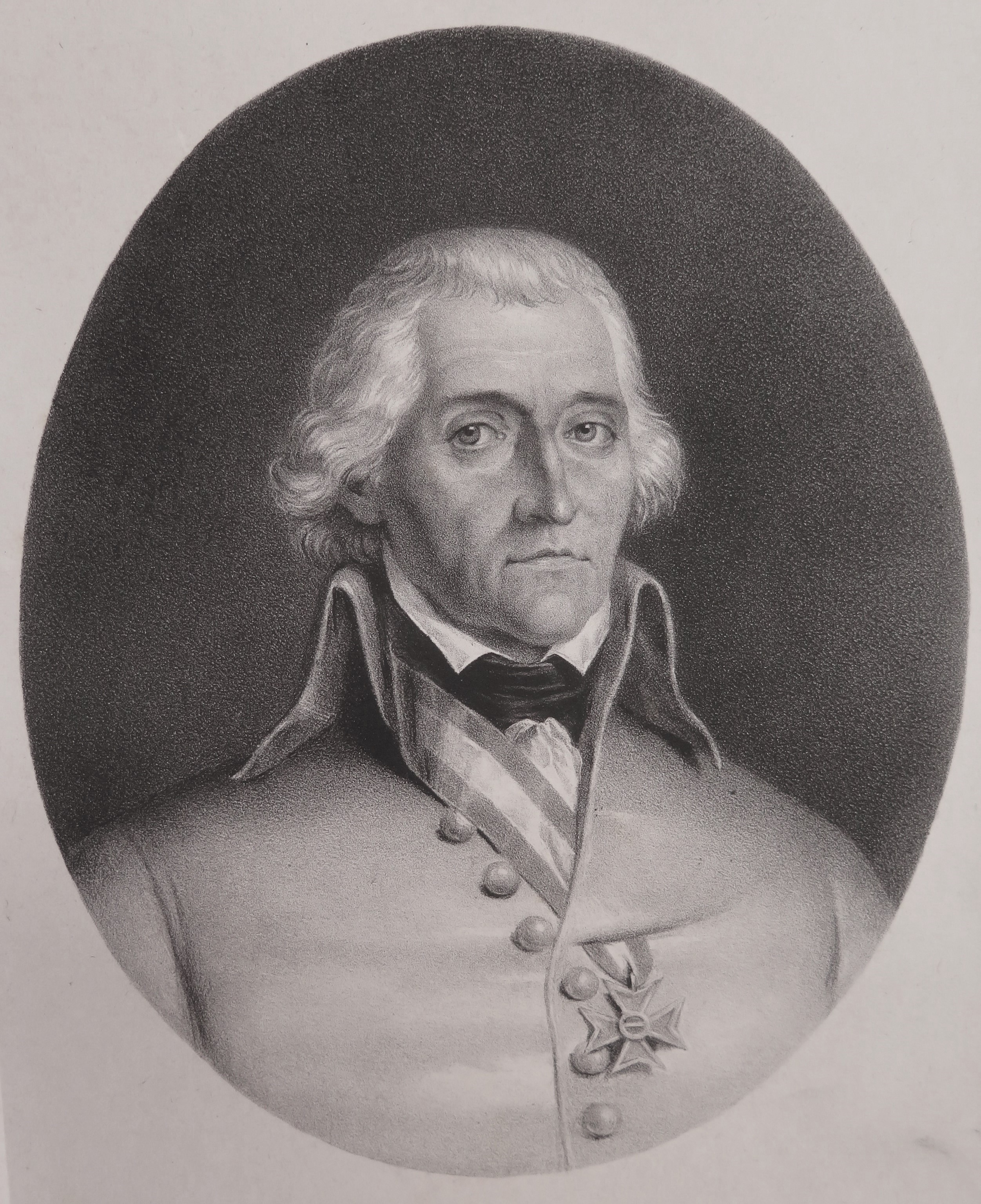
Friedrich von Hotze

Freiherr Johann Konrad Friedrich von Hotze, geboren als Johann Konrad Hotz (* 20. April 1739 in Richterswil; † 25. September 1799 bei Schänis) war ein kaiserlich-königlicher Feldmarschallleutnant (Generalleutnant) schweizerischer Herkunft. Er entstammte einer Chirurgendynastie vom Zürichsee.

## Leben und militärische Karriere
Grossvater und Vater hatten ihr Handwerk als „Feldscherer“ in fremden Armeen (Hessen-Kassel bzw. Frankreich) gelernt. Eine Schwester des Vaters war die Mutter des Pädagogen Johann Heinrich Pestalozzi. Die Mutter Judith geb. Gessner besass das Bürgerrecht der Stadt Zürich. Der Bruder Johannes Hotze (1734–1801) war ein international bekannter Arzt.
Aus seiner Kindheit ist bekannt, dass er zeitweise in Veltheim im Pfarrhaus Veltheim bei Pfarrer Johann Konrad Füssli zur Erziehung weilte. 1754 besuchte Hotze das Carolinum in Zürich und studierte anschließend an der Universität Tübingen. Er blieb zeitlebens ledig. 1758 nahm er als Fähnrich den Militärdienst im Herzogtum Württemberg auf. 1759 wurde er zum Leutnant befördert. In der russischen Armee, der er ab 1768 angehörte, stieg er 1776 zum Major auf. 1778 trat er als Major in ein österreichisches Kürassierregiment ein. 1783 nach Wien versetzt, fiel er dort dem Kaiser Joseph II. positiv auf und wurde von ihm 1786 als Oberstleutnant nach Galizien entsandt, um das erste österreichische Ulanenkorps aufzustellen. Bei dieser Gelegenheit führte er die Lanze als Kavalleriewaffe in Österreich ein. In den folgenden Friedensjahren wurde er Oberst und Kommandant des Kürassierregiments Hohenzollern und war auch einige Zeit nach Russland abgestellt, um für Katharina II. ein Kürassierkorps zu errichten. Hotze wurde 1793 zum Generalmajor und 1796 zum Feldmarschall-Leutnant befördert.
Als der Revolutionskrieg gegen Frankreich begann, kam er zur Armee des Feldmarschalls Wurmser und wurde 1793 Generalmajor. Für die Erstürmung der für uneinnehmbar gehaltenen Weissenburger Linie erhielt er den Maria-Theresien-Orden. Im weiteren Verlauf des Krieges gelang ihm – inzwischen zum Feldmarschallleutnant befördert – unter anderem die Eroberung Mannheims. Besonders zahlreich waren seine Erfolge 1796, wo er bei Cannstatt und Esslingen am Neckar kommandierte, bei Neresheim die Franzosen schlug und sich schließlich auch noch bei Neumarkt, Lauf und Würzburg bewährte. Für diese Leistungen wurde er mit dem Kommandeurkreuz des Maria-Theresien-Ordens ausgezeichnet.
1798 entschloss er sich, die Alte Eidgenossenschaft im Kampf gegen die französische Armee zu unterstützen und verließ vorübergehend die österreichische Armee. Als er in der Schweiz ankam, war Bern schon von den Franzosen eingenommen worden, und in Zürich war die Helvetische Revolution ausgebrochen. Er kehrte deshalb zurück in die österreichische Armee und kämpfte dort an der Seite der 2. Koalition gegen Frankreich. Als Feldmarschallleutnant kommandierte er von Feldkirch aus die österreichischen Truppen gegen die Franzosen unter General André Masséna.
Auch auf diesem Kriegsschauplatz war er zunächst noch erfolgreich, verteidigte Feldkirch, eroberte die Befestigung Luziensteig und schlug Masséna bei Winterthur. In der Ersten Schlacht von Zürich am 4. bis 7. Juni 1799 zwang er als Befehlshaber des linken Flügels, obwohl selbst verwundet, die Franzosen zum Rückzug.
Auseinandersetzungen und Streitigkeiten in der österreichischen Führung wie auch mit den verbündeten russischen Kommandanten führten im Sommer 1799 zu einer schwierigen Lage. Im August mussten die Urkantone geräumt werden. In der zweiten Septemberhälfte verdrängte Masséna das Korps des russischen Generals Alexander Rimski-Korsakow aus dessen Stellungen bei Zürich, während Nicolas Jean-de-Dieu Soult in der Linthebene zwischen Zürich- und Walensee gegen Hotze antrat. Am Morgen des 25. Septembers führte dieser in der Nähe von Schänis wegen der verworrenen Situation persönlich einen Aufklärungsritt durch; dabei fiel er im Feindfeuer, als er im Morgennebel von vorgerückten Franzosen überrascht wurde.

## Ehrungen
Für „die Erstürmung der Weissenburger Linien am 13. Oktober als Generalmajor“ wurde er 1793 mit dem Ritterkreuz des Maria-Theresien-Ordens ausgezeichnet und bald darauf auch in den Freiherrnstand erhoben. Für „Verdienste 1796 als Feldmarschallleutnant“ erhielt er 1797 auch das Kommandeurkreuz dieses Ordens. Ab 1797 nannte er sich Friedrich Freiherr von Hotze. 1851 wurde ihm auf dem Friedhof in Bregenz ein Denkmal errichtet. In Schänis ist der General-Hotze-Weg nach ihm benannt.